# Миладин Живанов
Миладин Живанов (Београд, 1988) српски је полицајац и рагбиста. Игра на позицији линија-центар, а тренутно наступа за београдски рагби клуб Рад и као репрезентативац представља Републику Србију у олимпијском спорту рагбију 7 и рагбију 15.

## Рагби

### Рагби каријера
На рагби су га довеле комшије из насеља Овча. Прошао је млађе селекције код познатог комунисте и рагби тренера, друга Бошка Стругара. Као сениор Рада одиграо је преко 100 утакмица за клуб, па је уврштен у Радове центурионе.
Миладин је одиграо 37 утакмица за Србију у рагбију 15. Био је капитен рагби 7 и рагби 15 репрезентације Србије. Играо је за младу репрезентацију Србије до 18 и до 20 година.

### Рагби квалитети
Миладин је физички спреман, брз, агресиван и уноси сигурност у одбрани.

### Успеси
Првак државе са Радом
2007, 2008, 2009, 2010, 2011, 2012, 2013, 2017, 2023.
Освајач националног Купа са Радом
2006, 2009, 2012, 2013, 2017, 2018, 2020, 2022, 2023.
Вицепрвак Регионалног рагби 15 првенства са Радом
2008, 2009, 2010, 2012.
Европско првенство у рагбију 7
Друго место 2011, 2015.